# Bruno Fortier
Pour les articles homonymes, voir Fortier.
Bruno Fortier, né le 29 juillet 1947, est un architecte urbaniste français, aussi enseignant à l'École nationale supérieure d'architecture de Paris-Belleville (ENSAPB).

## Biographie
Bruno Fortier est le fils du réalisateur Jean-Jacques Vierne, auteur du premier film en couleur des aventures de Tintin.
Il a fait ses études secondaires au lycée Charlemagne à Paris (4e), entre 1957 et 1965, puis à l'École nationale supérieure des beaux-arts (ENSBA) à Paris (6e). Il a reçu le grand prix de l'urbanisme en 2002.
Actuellement, Bruno Fortier est chargé de l'aménagement des ateliers du plateau des Capucins à Brest, du quartier Giraudeau à Tours, mais aussi de l'hypercentre toulousain. En 2012, il a réalisé des aménagements urbains à l'occasion de la construction du tramway du Havre.